# Budeatîci, Ivanîci
Budeatîci (în ucraineană Будятичі) este un sat în comuna Stara Lișnea din raionul Ivanîci, regiunea Volînia, Ucraina.

## Demografie
Componența lingvistică a localității Budeatîci
     Ucraineană (98,11%)
     Rusă (1,73%)
     Alte limbi (0,16%)
Conform recensământului din 2001, majoritatea populației localității Budeatîci era vorbitoare de ucraineană (98,11%), existând în minoritate și vorbitori de rusă (1,73%).